# Cerkiew Objawienia Pańskiego w Szanghaju
Cerkiew Objawienia Pańskiego – nieistniejąca cerkiew prawosławna w Szanghaju.
Wspólnota parafialna w szanghajskiej dzielnicy Zhabei uformowała się po 1900. Kamień węgielny pod budowę wolno stojącej świątyni na jej potrzeby został położony w lutym 1903. Równolegle budowany był dom parafialny. Po ukończeniu prac budowlanych gotową świątynię poświęcił zwierzchnik rosyjskiej misji prawosławnej w Chinach biskup Innocenty (Figurowski). Pierwszym opiekunem placówki misyjnej ze szkołą dla chłopców chińskich założonej przy nowej cerkwi został archimandryta Szymon (Winogradow).
Po rewolucji październikowej liczba Rosjan w Szanghaju szybko wzrosła, co przełożyło się na wzrost liczby wiernych uczęszczających do świątyni. W 1927 cerkiew została zdewastowana i spalona w czasie walk chińsko-japońskich. W 1929 Rosjanie dokonali prowizorycznego remontu obiektu, co pozwoliło na ponowne odprawianie w nim nabożeństw. Jednak już po trzech latach, po ponownym wejściu Japończyków do Szanghaju, budynek został ponownie zrujnowany.
Cerkiew była wzniesiona w stylu rosyjskim. Posiadała jedną, kwadratową nawę, ponad którą wznosiło się pięć niewielkich cebulastych kopuł zgrupowanej wokół największej, centralnej. Ponad wejściem znajdowała się zwieńczona podobną kopułą wieża-dzwonnica.